# 島津海空

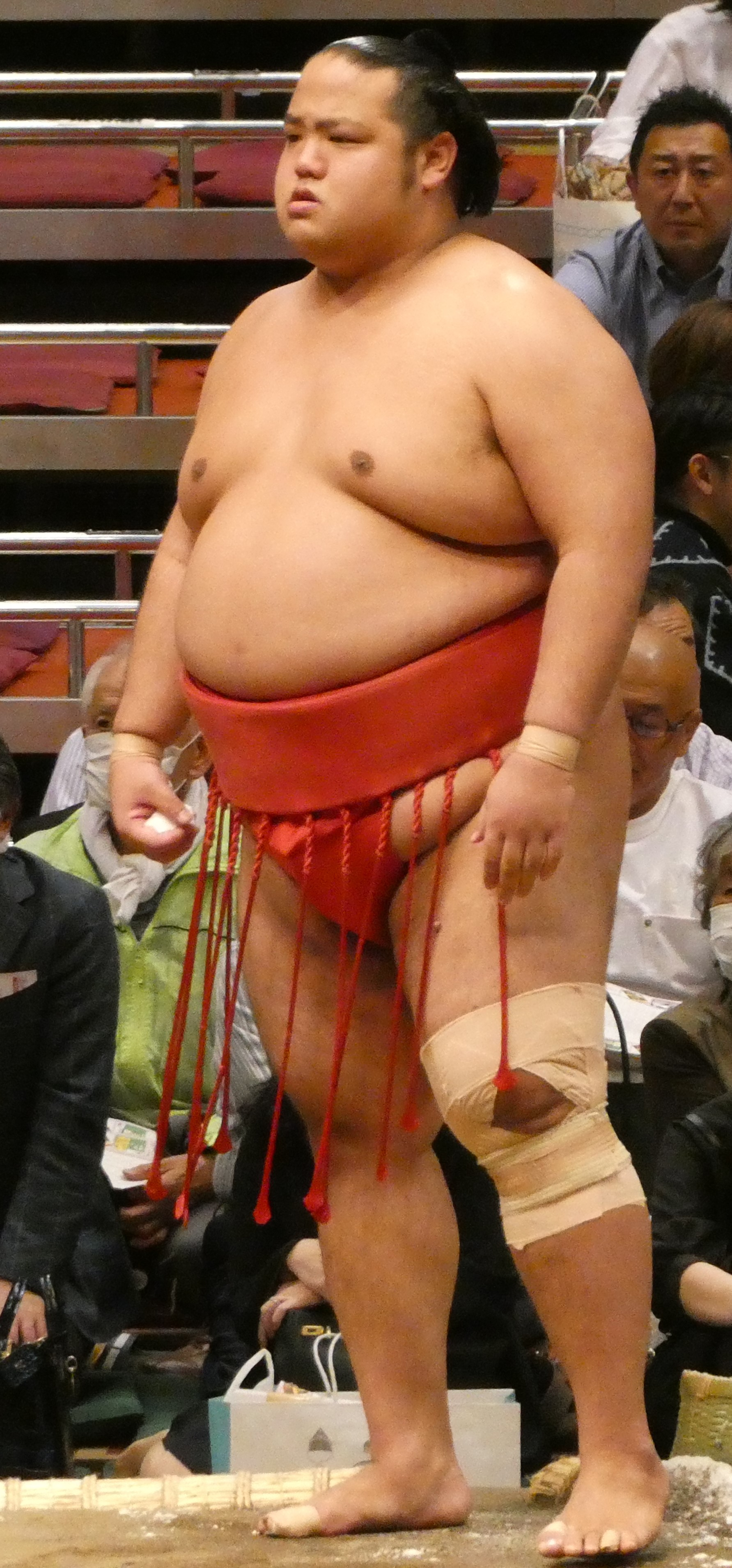

島津海空（1996年5月18日—），原名中園空，日本鹿兒島縣西之表市出身的現役大相撲力士。身高175.0cm、體重162.0kg、血型A型。最高位置是西前頭12枚目（2024年3月場所）。所屬相撲部屋是放駒部屋(入門時是松根部屋)。

## 來歷
中園出生於鹿兒島縣西之表市，這是一個相撲非常受歡迎的地區。然而，中園在小學和初中打籃球，儘管他確實出現在一些當地的地區相撲比賽中。他的父親是當地一位強大的業餘相撲選手，甚至能夠與松根親方（前大關若島津六夫）摔跤並勝利。由於這種關係，中園在初中三年級時被邀請觀看相撲直播。給他留下了深刻的印象，儘管他沒有相撲經驗，但隨後加入了松根部屋。

## 生涯
中園在2012年3月初次比賽，在2013年1月晉級三段目，並於2016年7月晉陞為幕下。2017年3月中園贏得了他的前六場比賽，但在最後一天輸給玉金剛後錯過了三段目優勝。2017年5月，他將擔任橫綱稀勢之里寬的付人，稀勢之里和他一樣從初中直接加入相撲，中園非常尊重他。在錯失冠軍后，中園開始更加專注地訓練，並在2017年7月的兩場比賽中升入西幕下11枚目。然而，他在二所之關一門的訓練前右膝受傷，缺席了整個比賽。他在2019年右膝再次受傷，這迫使他連續錯過了兩場比賽，導致他在2019年5月跌至三段目65枚目。
重新比賽後，他於2019年9月迅速回到幕下，並於2021年1月升至幕下4。2021年5月，他終於獲得了四股名“島津海”，此前他以自己的姓氏比賽了9年多。2022年1月，在幕下2枚目排名期間，他以 4-3 的戰績結束，並於 2022年3月晉陞為十兩。
島津海在他作為關取的第一場比賽中以8-7的戰績結束，並在2022年5月的錦標賽中晉陞為職業生涯最佳的十豕十枚目。2022年7月在名古屋舉行的比賽的第9天，島津海和他的部屋被迫退出，因為放駒親方的 COVID-19 檢測呈陽性。2023年11月，他以9勝6負的成績以職業生涯新高的成績。因兩次勝越，他在2024年1月場所晉級幕內。